# Fusus junior
Fusus junior là một loài ốc biển, là động vật thân mềm chân bụng sống ở biển trong họ Fasciolariidae.